# 船の科学館
船の科学館（ふねのかがくかん、Museum of Maritime Science）は、公益財団法人日本海事科学振興財団が運営する海事博物館。東京都品川区東八潮の現東京臨海副都心地区に、1974年（昭和49年）7月に竣工・開館した。2011年10月に本館展示を休止し、南極観測船「宗谷」の展示公開と屋外展示場での収蔵物展示を中心に博物館として営業しており、体験教室など各種イベントを継続して実施している。

## 概要
財団法人日本船舶振興会（現公益財団法人日本財団）が、モーターボート競走の収益金を世のため人のために生かす事業として海事博物館を構想、1967年に日本海事科学振興財団を設立して開館にいたったものである。船舶や海運、海洋開発、海上保安に関する事柄を中心に、船舶の構造・歴史の解説や、エンジンなど各種機器の展示を行ってきた。1974年（昭和49年）7月20日に三橋設計の設計で開館し、開館当時は現在の東京臨海副都心地区最初の建築物といえる建物だった。1978年（昭和53年）からおよそ1年間にわたり同館周辺で開催された宇宙科学博覧会では、1期・2期の両期で1100万人もの来場者を集めた。開館以来、同館の運営には日本財団が競艇の収益を元に助成を行っており、競艇と関わり合いの深い施設である。

### 部分休館と本館解体
2011年9月30日をもって本館展示を無期限で休止するとともに、青函連絡船「羊蹄丸」の展示保存を終了した。本館は開館後37年が経過して施設建屋・展示内容共に老朽化が著しく、羊蹄丸については維持費負担の点から国内団体に無償譲渡されることになった。休館は同年7月1日に公表された。7月20日から休館日までは謝恩価格として入館料が大人200円に引き下げられると共に企画展やイベントなどが開催され、休館前の2か月間で12万人以上の見学者が来館した。最終日は羊蹄丸の模擬出港などのセレモニーが実施された。
本館展示休止中は、本館展示や収蔵品を撮影した画像等を公式ホームページに掲載し、インターネットを通じて公開するという「バーチャル博物館」の試みを推進するとともに、資料の貸し出しを行う「海と船の博物館ネットワーク」の試み、本館展示のリニューアルを検討するとしていたが、本館施設の処置については長らく公式発表がなかった。
しかしながら本館展示が休止されてから12年後の2023年12月26日に、建設から50年が経過した施設の老朽化が著しい事を理由に2024年2月より本館解体工事を開始する事が発表された。なお、リニューアル計画自体は存続しており、さらなる博物館活動の充実を図るための候補地の検討も進められている事も同時に発表されている。

### 現状
2011年10月1日以降も南極観測船「宗谷」と屋外展示物の公開を行っており、2017年までは体験教室プールで各種イベントを開催していた。また、2012年1月2日からは新設されたMINI展示場（現別館展示場）にて本館収蔵資料の展示公開を開始し、2020年現在「別館展示場」と呼んでいる。2016年には隣接地での東京国際クルーズターミナル建設に伴い、「宗谷」の展示場所を対岸桟橋に移動した。なお、屋外展示物と別館展示場における資料展示公開は前述の本館解体工事に伴い2024年1月28日に終了した。宗谷、別館、屋外展示ともに入場無料だった。

## 本館

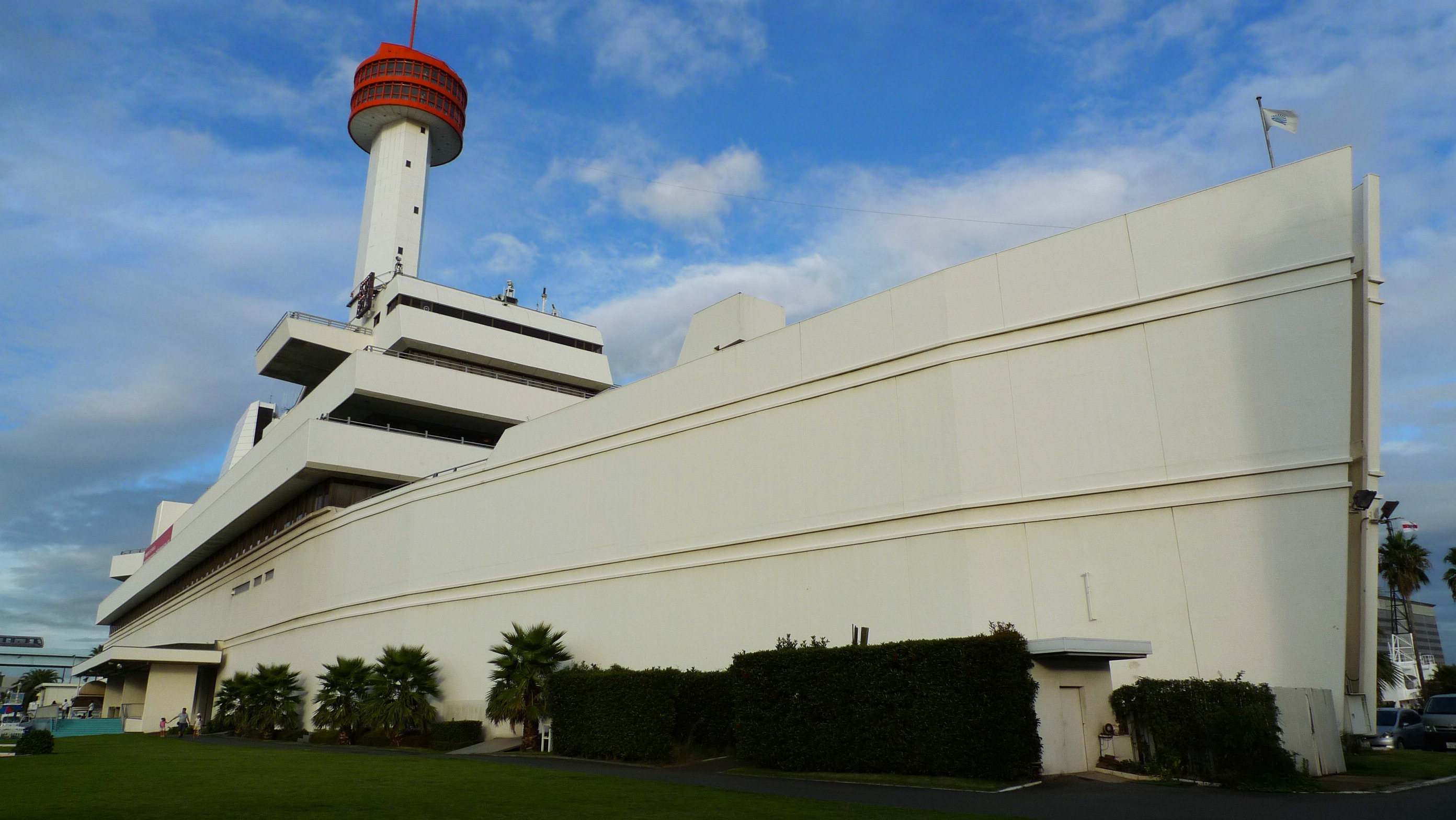
本館

2011年10月より展示休止、2024年1月28日を以て閉館。
建物自体が英国のクルーズ客船「クイーン・エリザベス2号」をモチーフにした大型客船の形をしている。展示内容も実物の船の構造にあわせ、1階が機関関連展示及び船の歴史、ブリッジを模した構造の6階が操舵室関連展示になっていた。1階の中心に設置された巨大な船舶用ディーゼルエンジンは実物で、館建設の過程で搬入設置したものである。船の煙突・マストに相当する部分は展望台になっており、航海訓練所の練習船や南極観測船の出港に際して展望台への信号旗掲揚（UW旗）と汽笛吹鳴での見送りが行われていた。
また、東京港内の信号所を制御して航行管制を行う東京海上保安部交通管制室が本館3階にあり、開館中は業務風景をガラス越しに見学できた。同施設は本館展示休止後も存続していたが、2018年1月1日に東京湾海上交通センターに統合される形で廃止された。
- 6F - 展示室（操舵室）、操船シミュレーション
- 5F - 多目的ホール「ホールマーメイド」
- 4F - レストラン「海王」、多目的ホール「マリンホール」
- 3F - 展示室（日本の船の歴史）、ラジコン船コーナー、東京海上保安部港内交通管制室
- 2F - 展示室（船の役割）、潜水艦コーナー
- 1F - 展示室（船の歴史・構造）、多目的ホール「オーロラホール」
- B1F - 展示室（海洋開発）

## 別館 展示場
2012年1月に公開された展示施設で、公開当時は「MINI展示場」と呼ばれていた。売店マリンショップだった建物を改装し、操船シミュレータや船舶模型など本館収蔵資料を展示していた。

## 屋外展示場

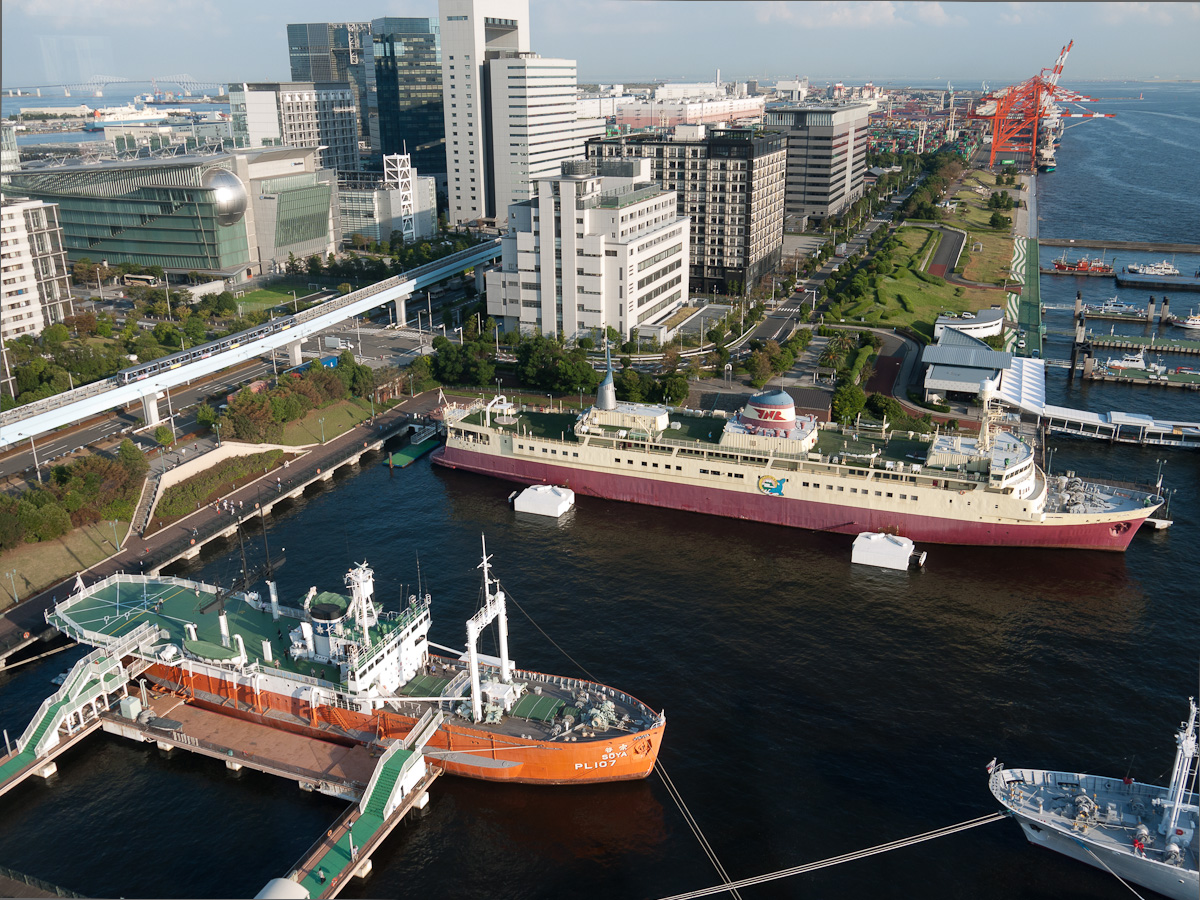
別館：南極観測船「宗谷」、青函連絡船「羊蹄丸」

以前は宗谷・羊蹄丸の2隻が係留されていたが、現在は宗谷のみになっている。
2006年頃まで「本館・宗谷・羊蹄丸共通入館券」という本館入館券に大人300円（小児200円）増しの券、あるいは羊蹄丸と宗谷のみの「羊蹄丸券（同600円〈小児300円〉）」が必要であった。その後「本館・宗谷入館券」となり羊蹄丸が名目上無料開放された後、2008年頃に本館・宗谷共通入館券も撤廃された。以降本館展示休止までは、羊蹄丸・宗谷には本館入館券を提示するか、（入館券が無い場合）運営維持費の募金を求められていた。

### 南極観測船「宗谷」
- 2016年9月に、隣接して建設される東京国際クルーズターミナルの工事に伴い、船首を陸側にする形で、かつて羊蹄丸が係留されていた場所に移動。
- 2017年4月1日に見学が再開された。

### 青函連絡船「羊蹄丸」
- 2011年9月30日に保存展示を終了[3]。本館展示休止により年間3,000万円の維持費を支出できなくなったため、えひめ東予シップリサイクル研究会に無償譲渡されることとなり、2012年3月25日に新居浜港へ曳航され同地で一般公開の後、同年7月から翌2013年4月にかけて香川県多度津町で解体された。
- 過去には「マリンウェディング」と呼ばれる結婚式が船内のホールで行われることもあった。

### 屋外展示物
- 潜水艇「たんかい」
- 深海潜水艇「PC-18（模型）」
- 深海大気潜水服「JIM」
- 双胴船「マリンエース」 - 日本で初めて完成した実験船。
- 超伝導電磁推進装置 - ヤマト1に搭載されていたもの。船体は2016年まで神戸海洋博物館にて屋外展示されていた。
- 海底ハウス「歩号1世」
- 九十九里の木造漁船
- 長崎五島列島の大瀬崎灯台（復元）
- 三重安乗埼灯台（移築）
- 東京灯船の灯器
- 大型スクリュープロペラ
- ナヒーモフ号主砲
- 笹川良一像（孝養の像など）

### 過去の展示物
- 二式大艇一二型（製造番号426） - 2004年4月末、海上自衛隊鹿屋航空基地史料館へ移管。
- 2003年5月から2004年2月まで、東シナ海にて九州南西海域工作船事件で自沈、引き上げられた不審船（北朝鮮の武装工作船）を展示。この工作船は2004年12月10日から横浜海上防災基地内の「海上保安資料館横浜館」にて展示されている。
- しんかい2000 - 2006年7月15日から8月31日まで、屋外特設会場で企画展示[12]。
- 戦艦大和（1/20模型） - 映画『連合艦隊』に使用した大型模型を玄関脇に展示。2007年末の暴風雨によって横転し大破したため解体処分。
- ムスタファ・ケマル・アタテュルク騎馬像 - 柏崎トルコ文化村（閉鎖）に、トルコ政府から寄贈されて設置されていた。トルコ文化村が閉鎖した後の粗雑な取り扱いが国際問題化し、本館に一時期展示されていた。2010年6月3日、日本財団の協力により[13]、日土友好の象徴的な地である和歌山県東牟婁郡串本町に「日本・トルコ友好120周年事業」の一環として恒久的に移設された[14]。
- 戦艦陸奥主砲砲身一門 - 2016年9月12日、横須賀市ヴェルニー公園へ移設された[15]。

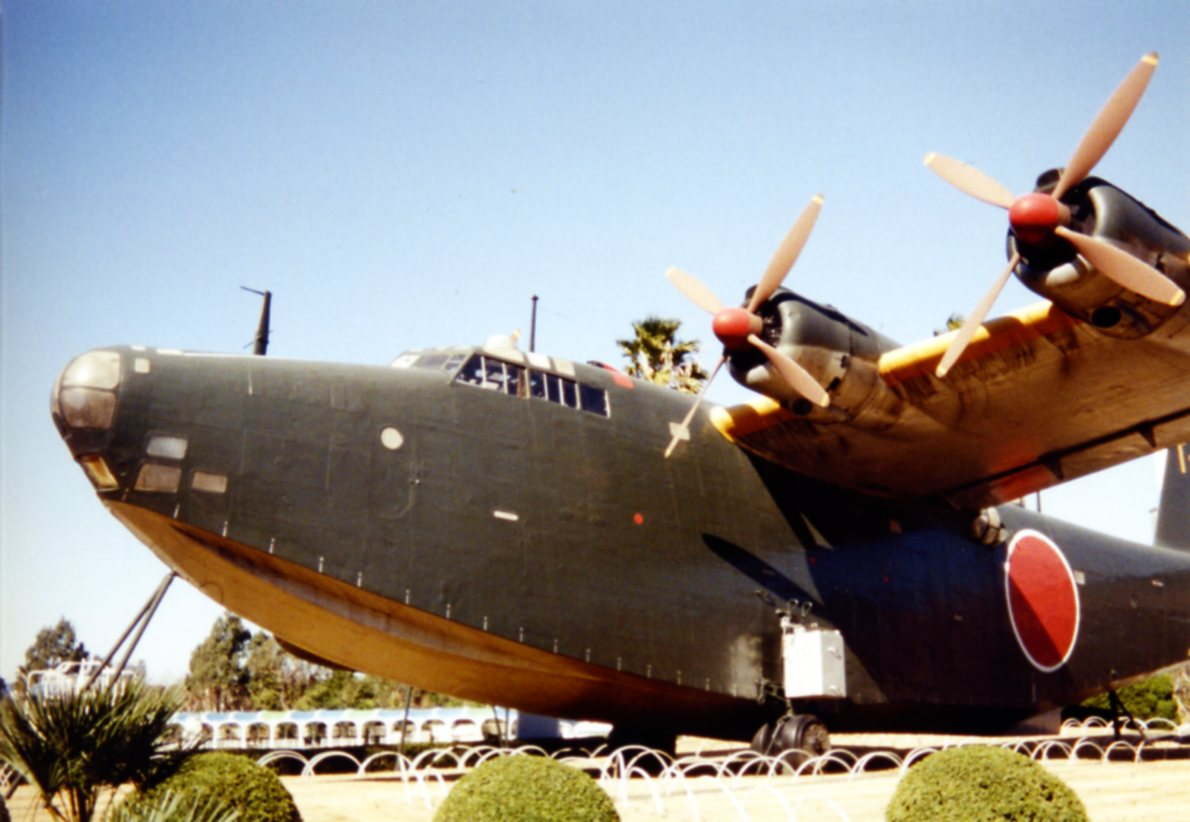
二式飛行艇一二型（2000年）
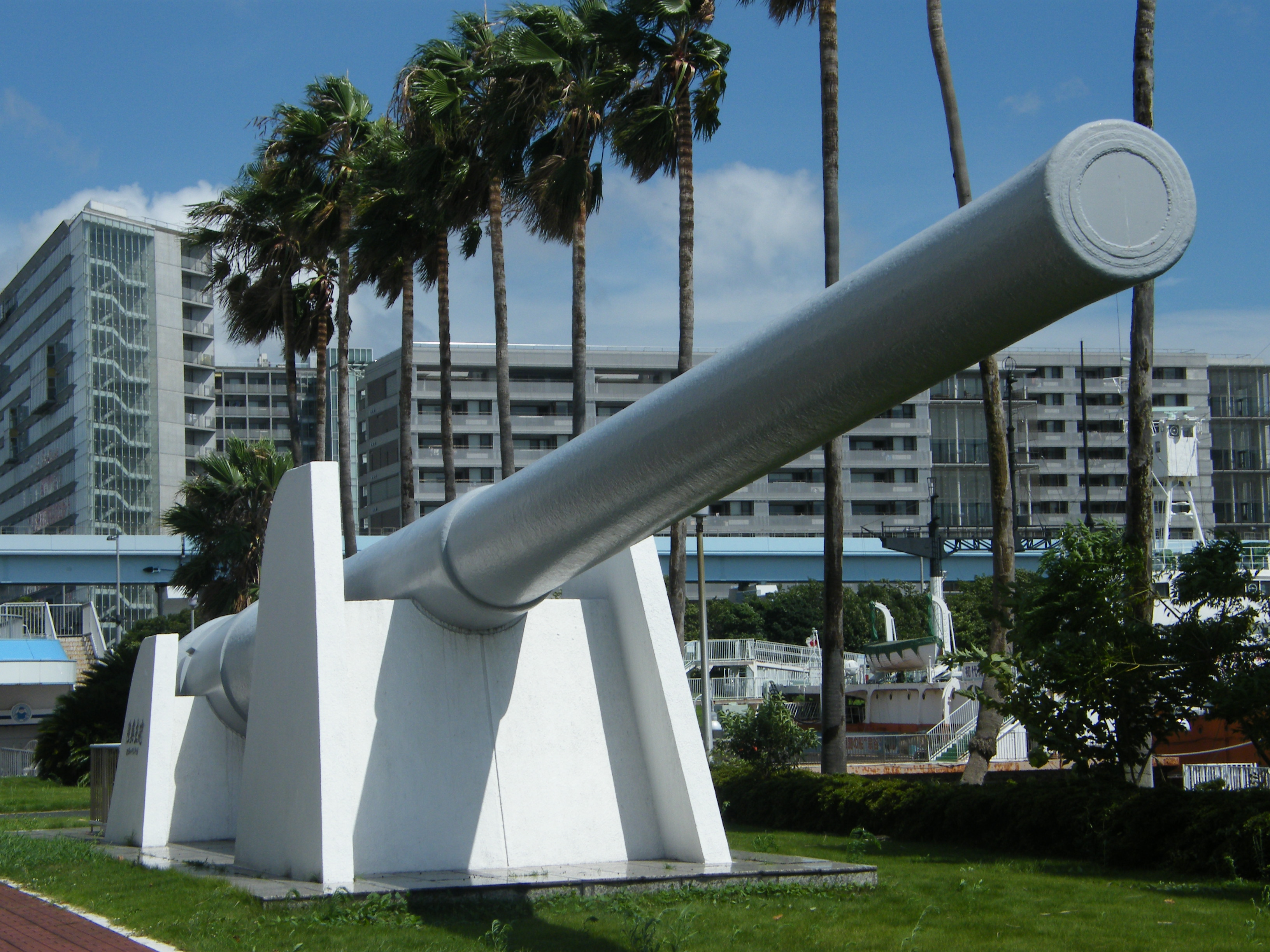
戦艦陸奥主砲砲身（2015年）
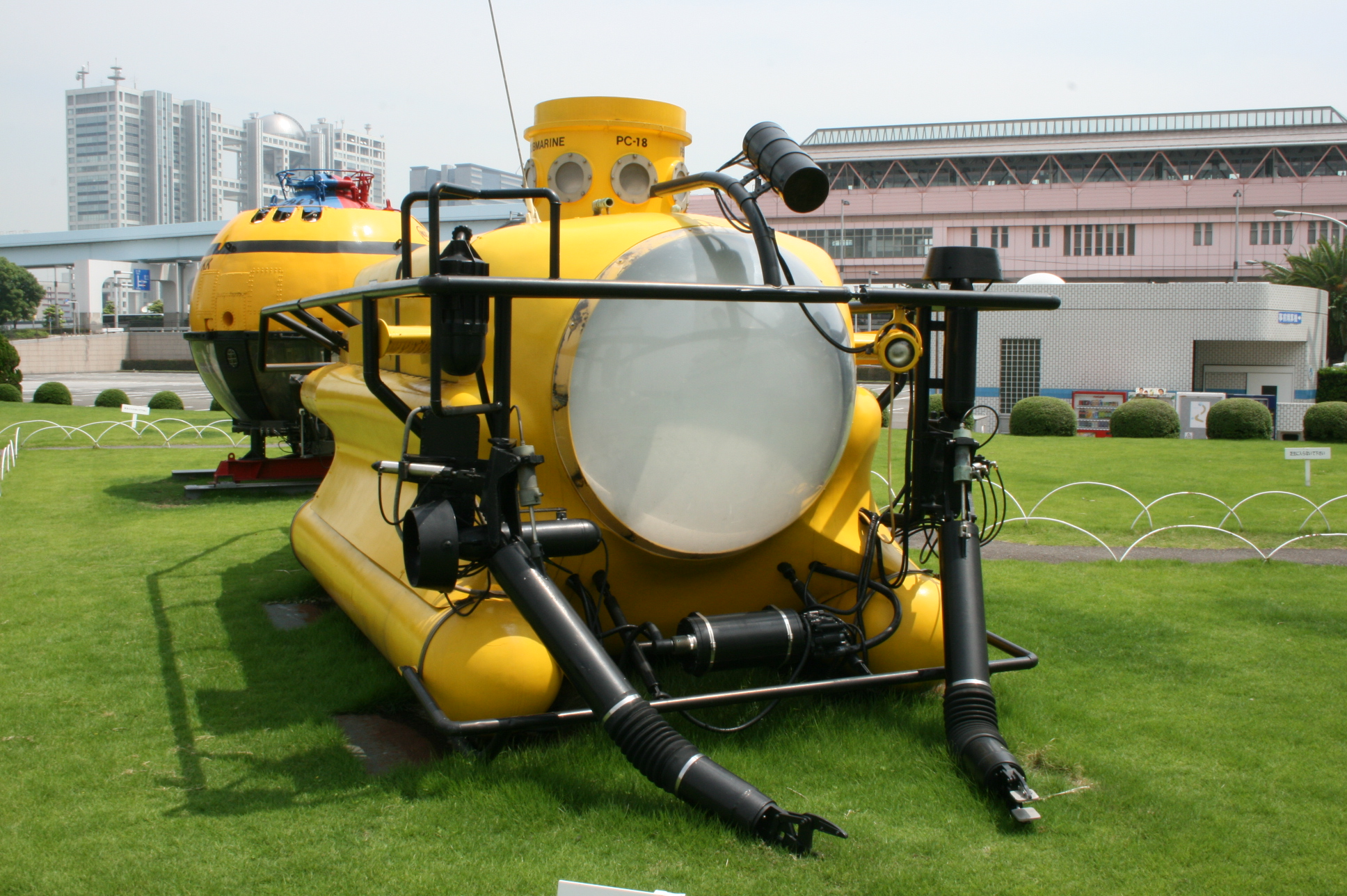
深海潜水艇「PC-18」
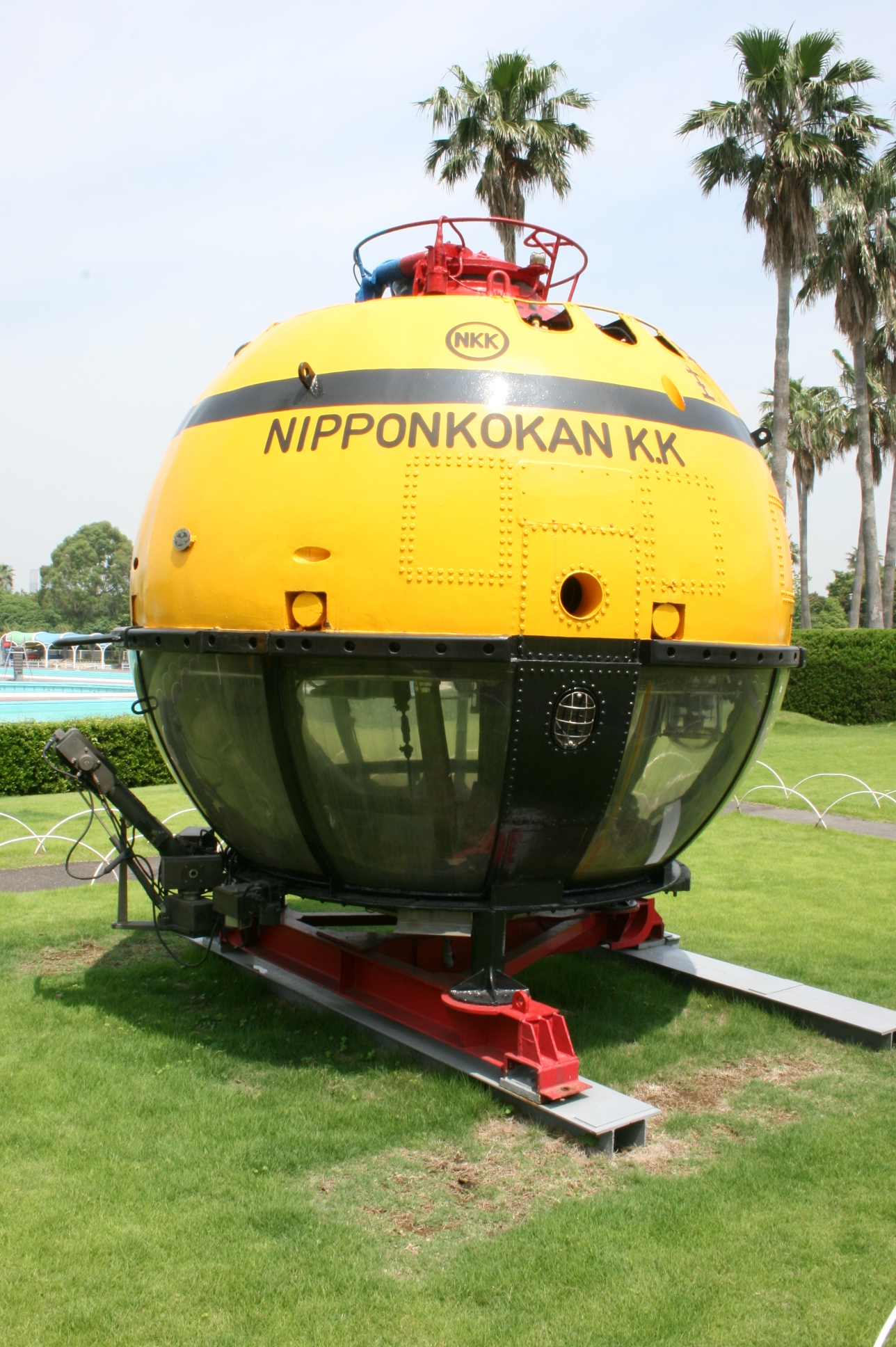
潜水艇「たんかい」
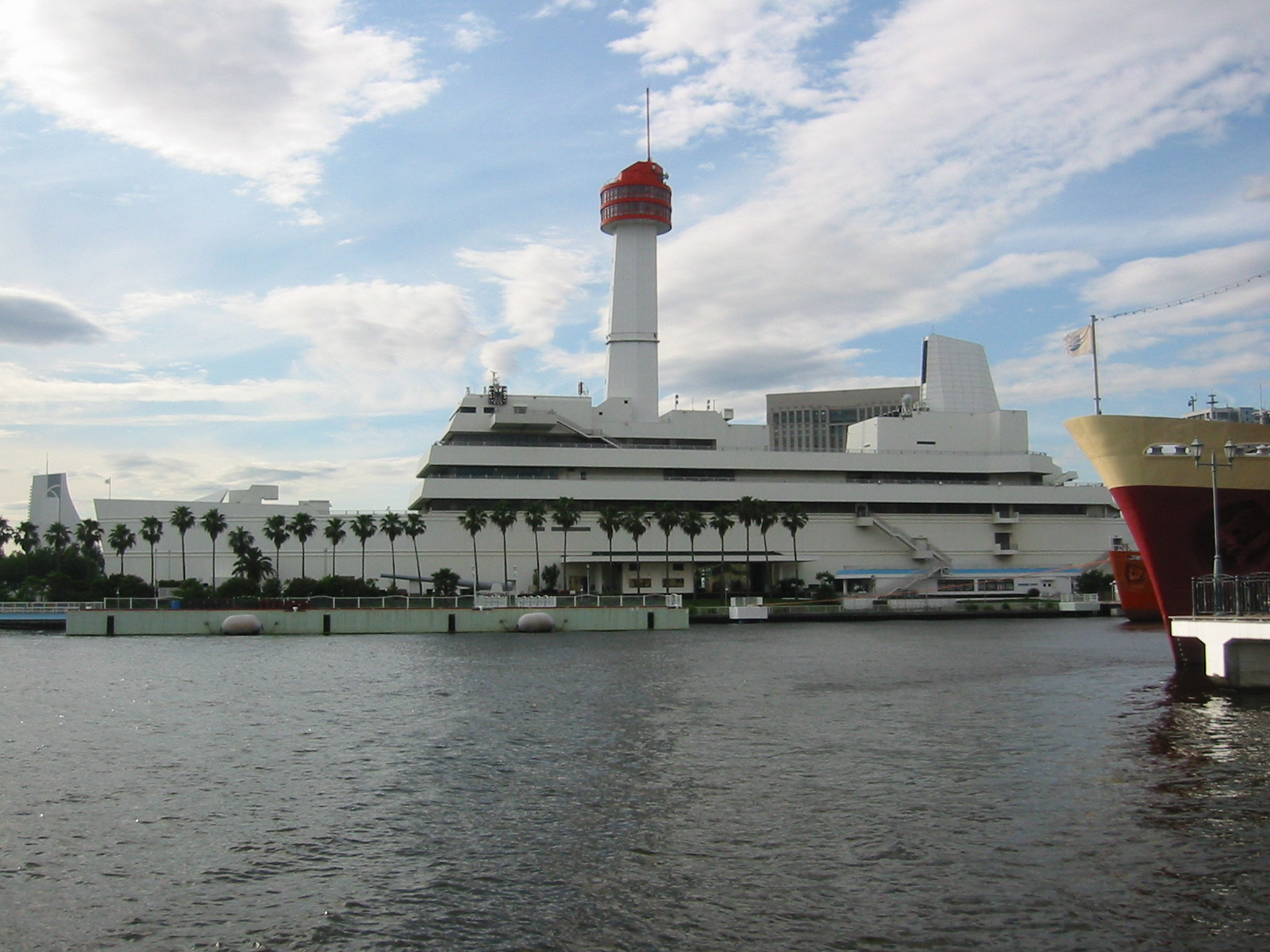
港より望む

## 日本財団パラアリーナ
2018年6月1日、プールのあった敷地にパラスポーツ専用体育館の日本財団パラアリーナが建てられ、運用開始した。2020年4月3日、日本財団は、新型コロナウイルス新規感染者の病床不足による医療崩壊を回避するため、軽症患者向けベッドの設置を発表、同年7月30日、日本財団災害危機サポートセンターが完成し、メディアに公開された。

### 旧遊泳プール

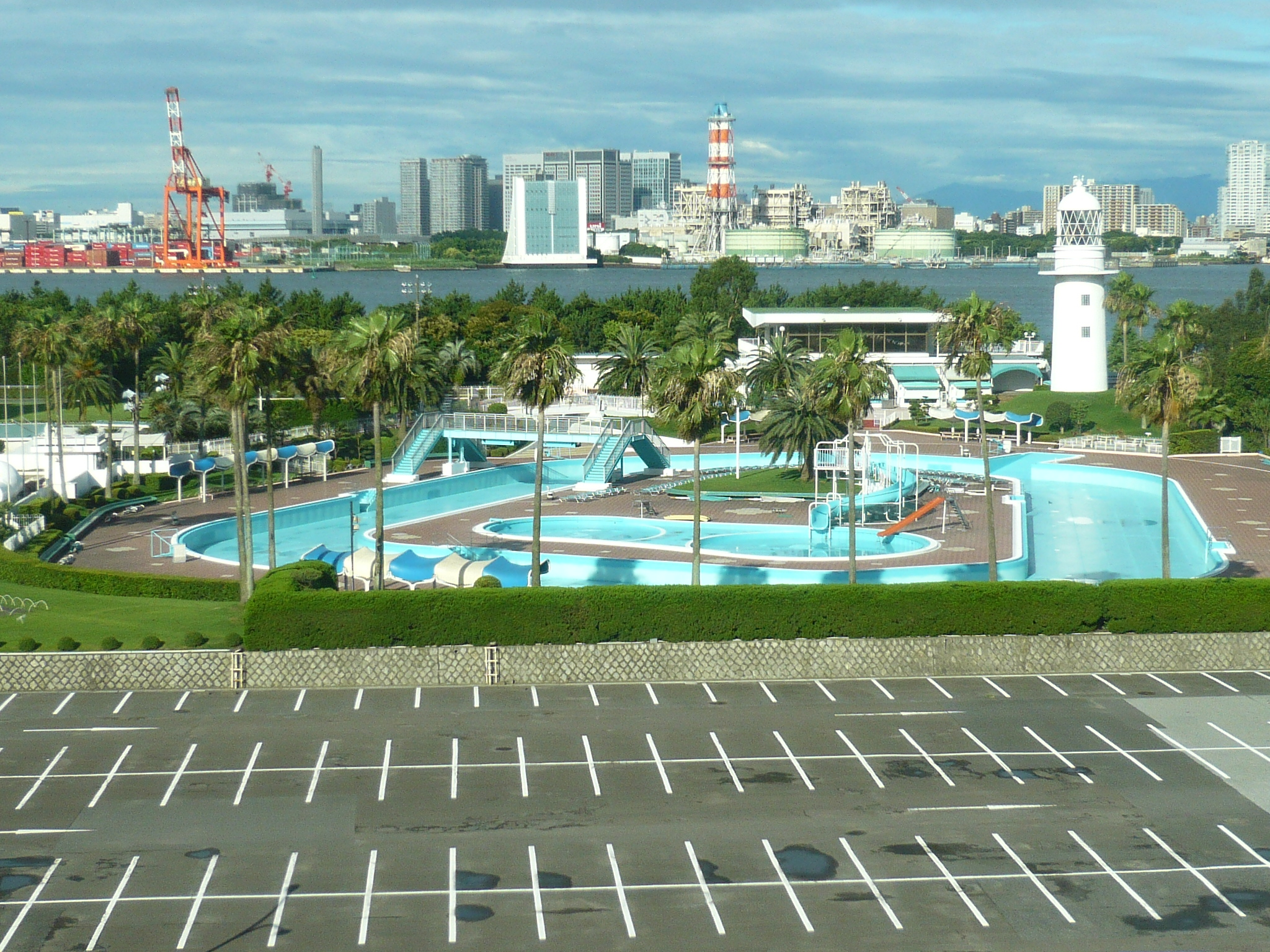
船の科学館体験教室プール

2008年シーズンを最後に34年間の遊泳の営業を終了したシーサイドプール。営業当時の入場料金は大人1800円、子ども900円。なお、入場料は船の科学館の入館料もセットとなっていたため、館内や南極観測船「宗谷」・青函連絡船「羊蹄丸」などを見学可能であった。
- 1周約200m・水深1.2mの流れるプール
- 子ども専用プール（水深30cmと60cm）
- 子供向けウォータースライダー
- 有料休憩スペース
- 各種売店 - 生ビール、ソフトドリンク、ラーメン、カレーライス、フランクフルト、アメリカンドッグ、焼きそば、たこ焼き、貸し出しビニールボート等。

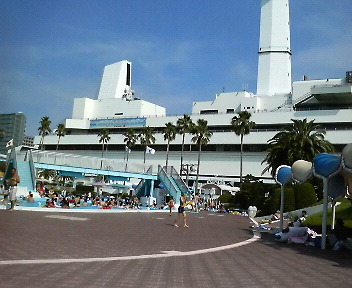
遊泳プール営業時の様子
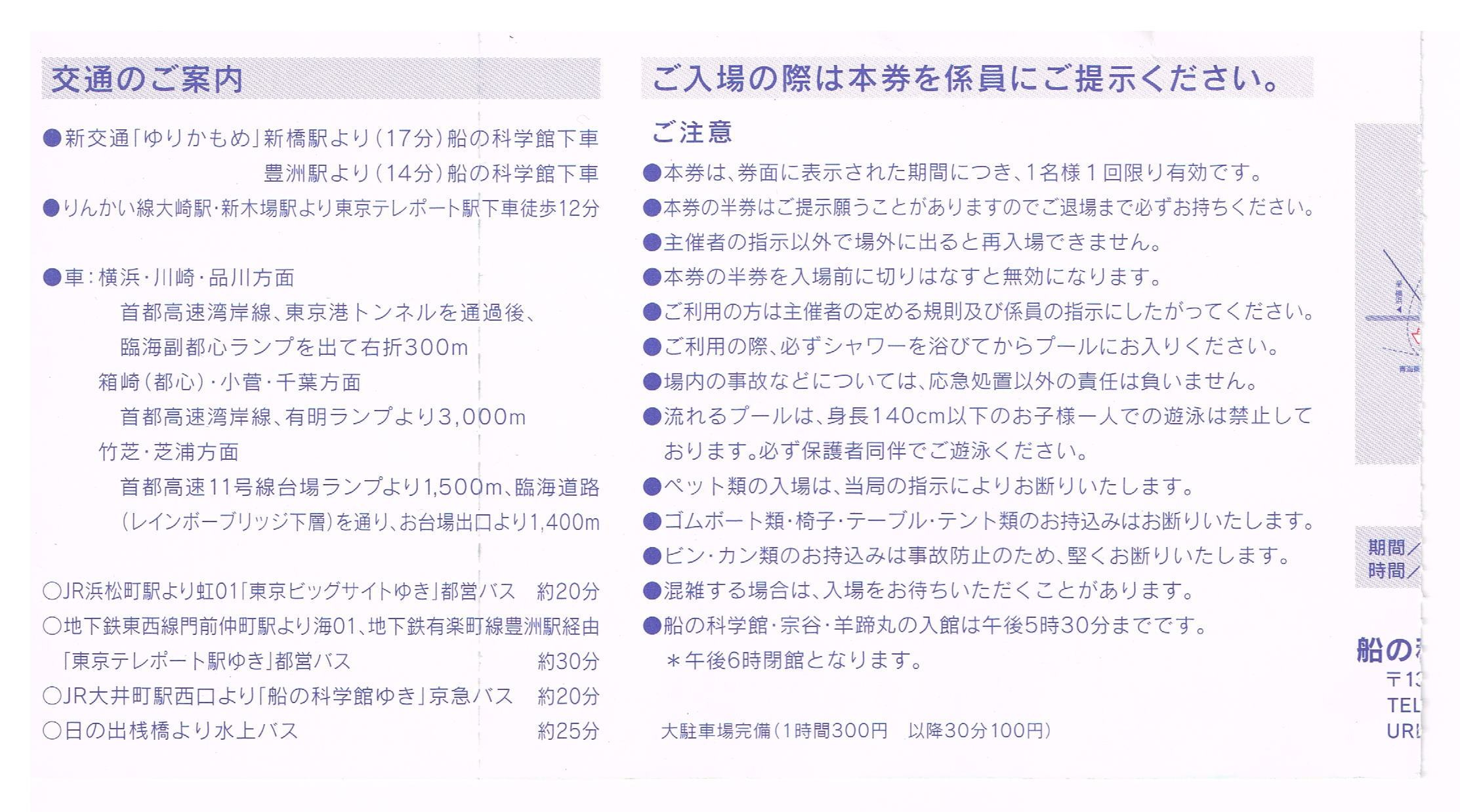
入場券の裏

#### 体験学習
1周約200mのプールを利用した体験教室。実際のシーカヤック、カヌー、セーリングカヌーに搭乗し、それを操作することで船の基本や知識を学ぶ。
操船体験や遭難体験などが開催されていた。

#### イベントでの運用
- 遊泳プール営業時にテレビ東京『ココリコミリオン家族』（スキバラ時代）のミリオンシップというコーナーを催すことがあった。
- 2009年7月18日から8月31日の期間、フジテレビが主催・運営でお台場合衆国のアトラクション「お台場合衆国ペイサイドプール」として遊泳プールの営業が行われた。

## レストラン・売店
- シーサイドレストラン海王（閉店）
本館4階にあった中華レストラン。一般団体向けメニュー、修学旅行向け特別メニュー、個人向けメニューがある。多目的ホールも併設し、結婚式の披露宴、研修会、セミナーなど幅広い利用が可能。
- マリンショップ（閉店）
船舶に関連した土産や模型、プラモデル、書籍などを販売していた。本館展示休止後、MINI展示場に改装された。

## 交通機関
- 新交通システムまたは鉄道線
  -  ゆりかもめ「東京国際クルーズターミナル駅」から徒歩2分。
    - 同駅は1995年11月1日の開業時より「船の科学館駅」と称していたが、本館展示休止後の2019年3月16日に現在の駅名へ改称した。

  -  りんかい線「東京テレポート駅」から徒歩12分。
- 路線バス・「東京国際クルーズターミナル駅前」下車
  - 都営バス：海01系統（門前仲町駅・豊洲駅方面）・波01出入系統（品川駅方面、本数僅少）
- 水上バス
羊蹄丸傍にある青海客船ターミナルを「船の科学館前」船着場としている。同ターミナルは運航日のみ開設される。
  - 東京水辺ライン
    - 「い・ち・に・ち ゆらり旅」航路（年間15日程度運航）

  - 東京都観光汽船
    - 「お台場・船の科学館ライン」「船の科学館・しながわ水族館ライン」がかつて運行されていた。「日の出桟橋」「しながわ水族館」からの所要時間は約25分。2008年9月29日の運航を最後に休航となっている。

## 付属施設
東京海洋会館
船の科学館を運営する日本海事科学振興財団が、日本財団の支援のもと1974年に新宿区百人町（大久保駅近く）の不動産を買収して設置した「船の科学館付属研修施設」である。1988年12月に閉館した。

ホテル海洋
東京海洋会館の建て替えにより21階建ての高層ホテルとしたもので、1992年開業。低層部はコンベンション施設で占められており、運営は引き続き日本海事科学振興財団の直営であった。2005年にリプラスロードへ売却され運営権が異動。その後、親会社のリプラスが経営破綻したことにより、オリックス不動産傘下でビジネスホテルブルーウェーブインを運営する子会社ブルーウェーブが買収した。コンバージョンのうえ2010年7月20日に複合施設「ハンドレッドサーカスイーストタワー（HUNDRED CIRCUS East Tower）」として開業し、サービスアパートメント形態の短期賃貸マンション「ハンドレッドステイ東京新宿」などが入居している。

## テレビ番組での使用
- 『FNS27時間テレビ』 - ビートたけしが扮する「火薬田ドン」などのキャラクターが登場する中継で、遊泳プールが一部の年に使われていた。
- 『宇宙鉄人キョーダイン』 - オープニングの多くが船の科学館で撮影されている。
- 『西部警察』 - 1979年12月30日に放送された第12話「ビッグバッド・ママ」で登場。13号埋立地に停泊している貨物船で、国外逃亡を企む犯人グループが東京都観光汽船のすみだ2号をジャックし、貨物船に乗り込もうとした所を、船の科学館に追い込み逮捕した。本館がバックで映った他、海上での銃撃戦のシーンで「宗谷」も映った。
- 『おはようスタジオ』 - 1980年代前半から2000年1月4日まで、1980年1月4日に封印したタイムカプセルを本館内に設置・展示していた。